# Gregg Rolie
Gregg Alan Rolie (født 17. juli 1947 i Seattle, Washington) er en amerikansk keyboardspiller, organist og sanger. Sammen med bl.a. Carlos Santana startede han i 1966 bandet Santana Blues Band, hvori han sang og spillede keyboard. Senere blev bandet forkortet til Santana. I 1971 forlod Gregg Rolie bandet og tog hjem til sin far i Seattle, hvor han åbnede en restaurant, som ikke gik særlig godt.[kilde mangler]